# Hubert Lärn
Hubert Alexander Lärn, född 28 januari 1907 i Ljungskile i Ljungs församling i Göteborgs och Bohus län, död 21 februari 1985 i Stenkyrka församling i Göteborgs och Bohus län, var en svensk journalist och tecknare verksam vid tidningar i Göteborg.

## Biografi
Hubert Lärn var son till sjökaptenen Lars Larson och dennes hustru Elida, född Bildt, samt bror till journalisten Ferdinand Lärn. Han var 1916–1925 elev vid dåvarande Göteborgs högre realläroverk, och studerade sedan vid Göteborgs högskola, där han blev filosofie kandidat 1931, samt vid Slöjdföreningens skola i Göteborg. Han var anställd vid Norrköpings Tidningar 1931–1932, vid Göteborgs Handels- och Sjöfartstidning 1932–1959 och från 1960 vid Göteborgs-Posten. Han var Göteborgs-Postens USA-korrespondent 1960–1964. Han skrev under signaturerna Hubertus och Hub.
Hubert Lärn har utfört dekorativa arbeten på Svenska Lloyds passagerarfartyg Saga och Patricia samt i Sahlgrenska sjukhusets personalmatsal. Han har skrivit och redigerat böcker samt illustrerat egna och andras böcker, bland annat några av dottern Viveca. På 1920-talet ritade han serien Rudolf Naftalins äventyr i Göteborgs-Posten, även utgiven som seriehäfte.
Hubert Lärn är representerad med teckningar på Göteborgs konstmuseum och andra museer i Göteborg. En spårvagn i Göteborg av typen M29 är uppkallad efter honom.
Från 1936 till sin död var han gift med Katarina Ekstrand (1908–1997) och paret fick två döttrar: Anita (född 1937) och författaren Viveca Lärn (född 1944). Han är begravd på Ljungs kyrkogård i Ljungskile.